# HD 95370
HD 95370 là tên của một ngôi sao đơn lẻ nằm trong chòm sao phương nam tên là Thuyền Phàm. Với cấp sao biểu kiến là 4,37, ta có thể nhìn thấy ngôi sao này bằng mắt thường. Trong điều kiện thời tiết tốt và tại khu vực cách xa thành thị, nơi có ô nhiễm ánh sáng không quá lớn, ta có thể nhìn thấy ngôi sao này rõ ràng hơn trên bầu trời. Dựa trên giá trị thị sai đo được là 17,2 mas, khoảng cách của ngôi sao này với trái đất của chúng ta là khoảng xấp xỉ 190 năm ánh sáng và hiện tại nó đang di chuyển về phía chúng ta với vận tốc 3,5 km/s.
Theo như Houk (vào năm 1978), nó là một ngôi sao nằm trong dãy chính với quang phổ loại A3 V. Còn theo như Levato (vào năm 1972), ngôi sao này là một ngôi sao gần mức khổng lồ đã tiến hóa. Tuổi của nó là 548 triệu năm với tốc độ tự quay quanh trục là 115 km/s. Tốc độ tự quay này nhanh, nên nó có hình cầu dẹt với điểm phình nơi xích đạo của nó. Từ tâm của ngôi sao nối với điểm phình của nó có độ dài lớn hơn 5% độ dài từ tâm nối với điểm cực của nó. Khối lượng của HD 95370 gấp đôi khối lượng mặt trời với bán kính gấp 2,6 lần mặt trời. Nó tỏa ra năng lượng hay có độ sáng lớn hơn mặt trời gấp 55 lần và nhiệt độ hiệu dụng nơi quang cầu của nó là 8696 Kelvin.

## Dữ liệu hiện tại
Theo như quan sát, đây là ngôi sao nằm trong chòm sao Thuyền Phàm và dưới đây là một số dữ liệu khác:
1. Xích kinh 11h 00m 09.26378s[3]
2. Độ nghiêng −42° 13′ 33.0832″[3]
3. Cấp sao biểu kiến 4.37[2]
4. Cấp sao tuyệt đối 0.47[2]
5. Vận tốc hướng tâm −350±050[2] km/s
6. Loại quang phổ A3 V[4]
7. Giá trị thị sai 17,1959 +/- 0,2681 mas[3]